# Paul Biya
Paul Biya, född Paul Barthélemy Biya'a bi Mvondo 13 februari 1933 i Mvomeka'a i Franska Kamerun i nuvarande Kamerun, är en kamerunsk politiker. Han var landets premiärminister mellan 1975 till 1982, och landets president sedan den 6 november 1982 och partiledare för RDPC.

## Privatliv
Biya tillhör Beti-Pahuin-folket och föddes i byn Mvomeka'a i Centre-South provinsen i vad som då var Franska Kamerun. Han studerade på Institut d'Etudes Politiques de Paris där han tog sin examen 1961 med diplom i Internationella relationer. Biya gifte sig med Jeanne-Irène Biya med vilken han fick sonen Franck Biya. Efter Jeanne-Irènes död 1992 gifte han om sig 1994 med Chantal Biya och har i detta äktenskap ytterligare två barn.

## Politisk karriär
Biya arbetade för förre presidenten Ahmadou Ahidjo och blev premiärminister 1975. När Ahidjo avgick 6 november 1982 blev Biya president då han var Ahidjos uvalde till detta uppdrag. Biya förkastade dock genast delar av Ahidjos politik, bytte ut de flesta i hans följe och tvingade slutligen den förre presidenten i exil. 
1992 vann Biya det första flerpartivalet men fick bara 40% av rösterna vilket dessutom var relativt nära oppositionsledaren John Fru Ndi som fick 36%. 1997 vann han åter valet, denna gång med 92,6% av rösterna. Detta hade sin orsak i att huvudoppositionen bojkottade valet. Han vann ännu en sju-årsperiod i valet 2004 med, enligt officiella siffror, 70,92% av rösterna. Oppositionen hävdade dock vidsträckt bedrägeri.

## Kritik
Biya har av många kritiserats som en alltför auktoritär ledare, och anses ibland vara fjärran från sitt folk. Han har också kritiserats hårt av den engelskspråkiga minoriteten, som finns kvar i den del som tidigare tillhörde det brittiska kolonialväldet, för att marginalisera och förtrycka dessa. Det är också från denna region som Biya har sitt största motstånd.
Historikern David Wallechnisky jämför i sin bok Tyrants, the World's 20 Worst Living Dictators Biya med Robert Mugabe i Zimbabwe och kung Mswati III i Swaziland. Han beskriver valprocessen i Kamerun på detta sätt: "Med några års mellanrum anordnar Biya val för att rättfärdiga sin fortsatta regeringstid, men dessa val saknar trovärdighet. Faktum är att Biya tillskrivs en kreativ innovation inom de falska valens värld. År 2004, irriterad över kritiken från internationella valobservatörer, betalade han för sin egen uppsättning internationella observatörer, sex före detta amerikanska kongressledamöter, som bekräftade hans val som fritt och rättvist." 2007 rankade tidningen Parade Biya som den nittonde värsta diktatorn i världen.